# Jürgen Dluzniewski
Jürgen Dluzniewski (* 8. Oktober 1960 in Speyer) ist ein deutscher Hörspielautor und -regisseur.

## Leben
Bereits 17-jährig hatte Jürgen Dluzniewski in seiner Geburtsstadt eine Ausstellung mit verschiedenen Zeichnungen und Bildern. Im Jahr darauf bestand er sein Abitur am Friedrich-Magnus-Schwerd-Gymnasium und studierte von 1980 bis 1985 Kunsterziehung und Kunstgeschichte an der Staatlichen Akademie der Bildenden Künste Stuttgart. Parallel zu seinem Studium begann Dluzniewski 1982 eine Tätigkeit als Regieassistent beim Hörfunk des Süddeutschen Rundfunks. Seit 1985 Meisterschüler von Heinz von Cramer zeichnete er von 1986 bis 2012 als Regisseur für zahlreiche Hörspielproduktionen und Features verschiedener deutscher Rundfunkanstalten verantwortlich. Aus seiner Feder stammen darüber hinaus auch einige Drehbücher.
1991 zog Dluzniewski nach Berlin und arbeitete dort zunächst für das ZDF, bis er 1996 ein Unternehmen in der Immobilienbranche gründete. Nachdem er schon seit 1983 entsprechende Ausbildungen absolviert hatte, ist Dluzniewski seit 2004 als High Performance Coach, Trainer und Moderator für Führungskräfte und Unternehmen tätig.
Jürgen Dluzniewski lebt in Berlin und ist Vater einer Tochter (* 1994) und eines Sohnes (* 2003).

## Hörspielarbeiten

### Als Sprecher
- 1985: Das Vlies von Iskara oder Wolfis abenteuerliche Nordpolreise – Regie: Otto Düben
- 1987: Hundeleben 1892 – Regie: Heinz von Cramer
- 1987: Faunenflöte oder Die Geschichte vom verlorenen und wiedergefundenen Geburtstagsgeschenk – Regie: Jürgen Dluzniewski

### Als Autor
- 1986: Über den Dächern – Regie: Klaus Wirbitzky
- 1986: Ruth – Regie: Jürgen Dluzniewski
- 1988: What love! – Regie: Jürgen Dluzniewski
- 1992: Der Messdiener – Regie: Jürgen Dluzniewski
- 1993: Ein ganz normaler Geburtstag – Regie: Jürgen Dluzniewski
- 1996: Die Brudershow – Regie: Jürgen Dluzniewski und Gabriel Bigott

### Als Regisseur (Auswahl)
- 1987: Die Geburtstagsüberraschung – Autor: John Owen und James Parkinson
- 1988: Das Buch Ewald – Autor: Robert Gernhardt
- 1988: Warnlicht – Autoren: Hans Georg Thiemt und Hans Dieter Schreeb
- 1989: Projekt Ichthanthropos gescheitert – Autor: Dieter Hasselblatt
- 1989: Mit dem Rücken zur Wand – Autor: Hermann Moers
- 1990: Queensfield – Autor: Thomas Kirdorf
- 1992: Ist es noch weit nach Amerika oder Der Traum des 12. Oktober – Autor: Melchior Schedler
- 1994: Blutige Hochzeit – Autorin: Barbara Walter
- 1996: Halb und halb – Autor: Eugen Ruge
- 1997: Bauern, Bonzen und Bomben (15 Teile) – nach dem gleichnamigen Roman von Hans Fallada
- 1998: Habenichts-Legende – Autor: Jürgen Lehmann
- 1999: Der kleine Koch – Autorin: Paula Fünfeck
- 2000: Himmel auf Erden – Autor: Christoph Hein
- 2000: Stopfe ihm das Maul (Helene Weigel in Briefen und Tondokumenten) – Autor: Stefan Mahlke (Feature – MDR)
- 2005: Lotto – Autor: Gero Große
- 2005–2012: Die kuriosen Fälle des Kommissar Rothmann (diverse mehrteilige Staffeln) – Autor: Erhard Schmied
- 2006: Amnesia – Autor: Matthias Scheliga
- 2006: Und Dinosaurier gibt es doch – Autor: Willis Hall
- 2007: Das Handy – Autor: Daniela Böhle
- 2009: Totgeglaubte Trendberufe (5 Folgen) – Autoren: Matthias Käther und Deborah Schottenstein
- 2010: Das Paradies der Katzen – Autor: Vladimir Kojoukharov

## Auszeichnungen
- 1992: Hörspiel des Monats Januar für Ist es noch weit nach Amerika oder Der Traum des 12. Oktober
- 2007: Kurd-Laßwitz-Preis für Amnesia